# Палана (аэропорт)
Аэропорт «Палана» — региональный аэропорт, расположен в 4 км к западу от посёлка Палана в Камчатском крае. Обеспечивает регулярное авиасообщение с Петропавловском-Камчатским.

## Принимаемые типыВС
Ан-2, Ан-26, Ан-28, Л-410, Як-40  и др. типы ВС 3-4 класса, вертолёты всех типов. Максимальный взлётный вес воздушного судна 16 тонн. Классификационное число ВПП (PCN) 3/F/D/Y/T.

## Показатели деятельности
| год        | 2014 | 2015 | 2016 | 2017 |
| пассажиров | 7258 | 8099 | 6996 | 9570 |
| Источники: |      |      |      |      |

## Аварии и катастрофы
Катастрофа Ан-28 под Паланой (2012) — авиакатастрофа, произошедшая 12 сентября 2012 года. При заходе на посадку пассажирский самолёт Ан-28 столкнулся с горой и разрушился. Погибли 10 человек, 4 пострадали.
Катастрофа Ан-26 в Палане (2021) —  аналогичная вышеуказанной авиакатастрофа. При заходе на посадку пассажирский самолёт Ан-26 столкнулся со скалой. 28 человек погибли, выживших нет.